# 患者の権利
患者の権利（かんじゃのけんり、英: Patients' rights、英: Patient's bill of rights - 患者の権利章典）とは、医療を受ける人の権利、またはそれを列挙したもの。これは法律の形をとる場合もあれば、拘束力のない宣言の形をとる場合もある。一般的に、他の基本的人権の中でもとりわけ、患者自身の情報についての決定権や、公正な治療を受ける権利、さらに医学的決定についての自主権（自己決定権）などを保障するものとなっている。

## 用語
「患者の権利」との一般表現の他に、様々な用法・固有の名称があり、混乱が見られるため以下に整理する。

### 患者の権利章典
患者の権利章典（Patient's Bill of Rights）とは、1973年にアメリカ病院協会（AHA）が、アメリカ合衆国憲法における人権章典を意識して採択した患者の権利を列挙したもの。日本の各医療機関でもそれに倣って似たような「患者権利章典」を掲げているが、アメリカでは患者の権利について社会的認知も高く、既に法制度化されており、実質的な効果にも疑問が見られたことから、既に2003年に「治療におけるパートナーシップ（The Patient Care Partnership）」によって置き換えられている。これは分かり易いパンフレット形式になっておりAHAのサイトからダウンロードも可能となっている。一方、日本では患者の権利について社会的認知も低く法制度もないため、日本の医療機関においてそれに呼応する動きはほぼ見られていない。

### 患者の権利憲章
患者の権利憲章(Patient's Charter)とは、イギリス政府の患者憲章。これを元に、日本の医療機関でも「患者の権利憲章」として「患者の権利章典」と同じ意味合いで使用されている。患者憲章自体は既に2013年、NHS憲章(NHS Constitution)に吸収及び法制化され、置き換えられている。

### 患者の権利宣言（世界医師会）
患者の権利宣言(Declaration of Lisbon on the Rights of the Patient)とは、世界医師会が発行した医療者が守るべき「患者の権利に関するリスボン宣言」のこと。ただ、日本医師会は改訂版採択時に唯一棄権している。

### 患者の権利宣言(WHO)
世界保健機関(WHO)による1994年の「ヨーロッパにおける患者の権利の促進に関する宣言（A declaration on the promotion of patients' rights in Europe）」のことであり、また、英語圏で「患者の権利宣言」という場合はWHOによる「患者の権利（Patients' rights）」の方が一般的である。

### 患者の権利確立宣言（日弁連）
日本弁護士連合会が1992年11月6日に出した「患者の権利の確立に関する宣言」。これは一見「権利が確立した宣言」にも読めるが、その内容は「権利であることを認め、法制化を求める宣言」となっている。

### 患者の権利法
患者の権利を定めた各国の法制度を総称する場合もあるが、日本においては、患者の権利の法制化を求めて活動している市民団体「患者の権利法をつくる会」や日本弁護士連合会が、患者の権利を保障するため法制化を訴えて発表している法律案のことを「患者の権利法」と言う場合がある。

## 歴史
患者の権利の歴史は「ニュルンベルク綱領」から始まるというのが通説である。第2次世界大戦のナチス・ドイツによるホロコーストの元となった、医師たち主導による強制安楽死（T4作戦）、人体実験などが、非倫理的な人体実験、反人道的な犯罪としてニュルンベルクの医者裁判で裁かれた結果である。その後、世界医師会はその対応として、医者倫理を更新した「ジュネーブ宣言（数度改訂）」、「医の倫理の国際綱領」、ヒト対象の研究倫理に関する「ヘルシンキ宣言（数度改訂）」そして、「患者の権利に関するリスボン宣言」（2005年にかけて何度か改訂）、「東京宣言」で、残虐または非人間的な取り扱いと処罰について医師の為の倫理ガイドラインを定めた。
アメリカでは、戦後の人権運動の高まりと共に、「『医師任せ』になりがちな医療について、宗教家や倫理学者をはじめ多くの分野の学者たちが、学際的な研究を始め、『なぜ医師たちが積極的・独善的に一段高い所から患者たちに決めた医療を押しつけるようになったのか』の研究をした結果、「医療の専門家であるという奢りから、患者に対して『知らしむべからず依らしむべし』というパターナリズム（父権主義）の態度をとるようになったと解釈し、医師は患者に分かるように十分に説明した上で、患者が理解して自分で選択した医療を受けられるようにするべきだという主張をする運動に発展」という。
1960年代には、病院において患者に対し無断で不要な人体実験を研究として慣習的に行っていたことが明らかになり（「倫理と臨床研究（ビーチャー論文）」）、アメリカでは70年代に「タスキギー梅毒実験事件」も発覚、社会的に衝撃を与え「患者の人権運動」がますます盛んになるきっかけとなり、欧米では患者保護と権利確立のための法整備がなされていった。
現代では、後述するような各国の法制度のみならず、WHOやEU、国連といった国際機関として患者の権利擁護の国際条約も存在し、国際的には非常に活発である。
以下に簡易年表を記す。
- 1947年 ニュールンベルグ綱領
- 1948年 ジュネーブ宣言、国連、世界人権宣言
- 1949年 医の倫理国際綱領
- 1950年 欧州、人権と基本的自由の保護のための条約（欧州人権条約）
- 1957年 アメリカ、サルゴ判決（「インフォームド・コンセント」の法理化）
- 1964年 ヘルシンキ宣言
- 1966年 ビーチャー論文
- 1971年 日本、東京地裁「説明と同意」原則を示す
- 1972年 米国「タスキギー梅毒実験事件」（国家研究法と保護局設立へ）
- 1972年 米国、病院協会「患者の権利章典」（インフォームド・コンセント指針）
- 1973年 米国、患者の権利法（ミネソタ州）
- 1974年 フランス、病人憲章
- 1975年 東京宣言、国連、障害者の権利宣言
- 1979年 ベルモント・レポート（米政府委員会による研究倫理原則提示。以降の各種法のベースとなった）
- 1979年 「生命医学倫理」出版（医療倫理の基本「4原則」が確立）
- 1981年 リスボン宣言（患者の権利宣言）
- 1981年 日本、最高裁「説明と同意」原則示す
- 1985年 イギリス、病院苦情処理法
- 1988年 イギリス、診療報告アクセス法
- 1990年 イギリス、保健記録アクセス法、アメリカ、患者の自己決定権法（連邦法）
- 1990年 日本、日本医師会生命倫理懇談会「説明と同意に関する報告」
- 1991年 イギリスNHS患者憲章
- 1992年 国として初のフィンランド患者の権利・地位法
- 1993年 日本、厚生省「インフォームド・コンセントの在り方に関する検討会」
- 1997年 日本、医療法が改正され「説明と同意」
- 1994年 WHO ヨーロッパ患者の権利宣言

・・・
- 2017年 ジュネーブ宣言が更新され、初めて患者の自主尊重原則、自己決定権が登場し、患者を客体から主体に改め、患者中心としたスタンスへ転換された。

## 日本
日本には患者の権利について包括的に定めた法律はない。
日本弁護士連合会は、2011年10月6日第54回人権擁護大会の声明において、「我々の何よりも大切な命を守るために、医療は必要不可欠であり、誰もが等しく、安全で質の高い医療を受けることができなければならない。同時に、その医療は人間の尊厳を守り、我々が幸せな人生を送ることに資するものでなければならない」「ところが、我が国には、このような基本的人権である患者の権利を定めた法律がない」「そのような中で、今日、我が国の医療は様々な場面において多くの重大な課題を抱え、患者の権利が十分に保障されていない状況にある」「ところが、いまだ、患者の権利に関する法律は制定されていない」...「日本医師会生命倫理懇談会による1990年の『説明と同意』についての報告もこうした流れを受けたものではあるが、『説明と同意』という訳語は、インフォームド・コンセントの理念を正しく伝えず、むしろ従来型のパターナリズムを温存させるものである」と批判している。
「患者の権利法をつくる会」常任世話人の弁護士は「そもそも医療制度の目的を規定した法律が日本にないのがおかしい。医療制度とは特定の誰かの健康を守るのではなく、等しく患者の人権を守るためにある。具体的には、最善かつ安全な医療を受ける権利、インフォームドコンセントによる自己決定権、差別を受けない権利など」とした。
なお、包括的な法として「医療基本法」の制定を目指す、とし、2019年2月6日「医療基本法の超党派議連」が設立総会を開いた。
患者の権利法 (法制化運動)も参照。

### 日本における特記事項
日本においては、戦中の医師による非人道的な人体実験はもとより、戦後においてもハンセン病問題での扱いを含めた「旧優生保護法における強制不妊手術問題」や富士見産婦人科病院事件が存在した。また、少なくとも昭和や平成初期まで、入院して手術などを行う際、医師が患者から高額な現金を受け取るといった医療倫理にもとる慣行も当たり前のように行われていた。
2016年には、聖マリアンナ医科大学病院において臨床研究の倫理指針に反する数々の不正が行われていたことが読売新聞にスクープされる事件も起きている。日本においては、臨床試験に対する監督体制が不十分であり、倫理審査が法令で義務づけられているのは製薬会社などの医薬品治験だけで、日本製の医薬品を国際基準に適合させるための治験審査委員会のみとなっている。
これに対し、日弁連は1980年（昭和55年）より、「わが国医学会の対応は極めて鈍い。わが国でも、例えば、名古屋市立医科大学小児科の乳児院収容児人体実験事件に対する日弁連人権委員会の警告（一九五五年）、新潟大学医学部恙虫病人体実験事件に対する日弁連人権擁護委員会の警告（一九五七年）、新薬キセナラミン事件に対する法務局の勧告（一九六七年）、広島大学原爆放射能医学研究所の癌の人体実験に対する日弁連人権擁護委員会の警告（一九七０年）、いわゆる和田心臓移植事件に対する日弁連第一四回人権擁護大会における宣言、提案など、貴重な反省材料があるにもかかわらず、精神神経学会理事会の例を除けば人体実験の準則すら定立されていない。人体実験の第三者審査委員会制度については、未だに一顧だにされていない、わずかに、新薬のいわゆる臨床試験について、極めて限られた大学病院などにおいて、一種の第三者審査制度が設けられてはいるが、その第三者性は弱く、また被験者の承諾についての法的審査は殆ど行われていない」ため「ヘルシンキ宣言の遵守を義務づけることを求める」としていた。「第三者審査制度」とは、ヘルシンキ宣言や他の国際的な基準に定められている「倫理委員会」の制度を指す。
その為、日本医師会もこれには問題であるとして「日本のGCP省令は、薬事法第2条第７項に定める『治験』と呼ばれる臨床研究に限って規制対象としている点である」とし、「わが国では薬事法の対象となる臨床試験/研究を、わが国独自の概念である『治験』に限定し、それ以外の臨床研究は法律上無関係ということにしてしまったのである。そのため、折角薬事法の改正までしてGCP基準を導入しながら、欧米先進諸国とは異なり、いわゆる『治験』以外の臨床研究をGCPの対象外とすることによって、わが国の臨床研究の規制に、大きな抜け穴を残すことになった。横浜合意から約７年経過した平成15(2003)年７月、厚生労働省は治験以外の臨床研究を対象とする『臨床研究に関する倫理指針』なるものを、法律上の根拠無しに制定・公布したが、ICH-GCP基準とは似て非なるもので、2008年の登録制度の導入など、その後の改訂内容を考慮しても、ICH-GCPが示した人間を対象とする臨床研究(試験)の際のデータの信頼性と被験者の人権保障を確保するための国際的な公的基準からはほど遠く、悪しき意味でのダブル・スタンダードを国自体が容認しているといわざるを得ない。近年、薬事法対象外の臨床研究を巡りデータ改ざん問題が頻発しているが、ICH-GCPというデータの信頼性確保と患者・被験者の人権擁護のための国際的基準の採用に合意しながら、新薬の治験以外の臨床研究を対象外として自ら規制しないばかりか、依然としてダブル・スタンダードを容認し続ける当局者の無責任な対応が、温床になっていることを改めて指摘したい」としている。
このように、患者の権利が明確に法律で確立されておらず、監督体制も不十分なために、様々な問題が起きうる。一例をあげれば、2019年4月18日、病院が、事前に説明なく、脳死して肺を臓器提供した男児（当時1才）の移植手術の様子を撮影させ、それがテレビ番組で放送されたとして両親がテレビ局を提訴した。現在でも患者の同意を得ずに治療や手術において研修医や医学生に対する講義の対象として患者を扱うケースも普通にみられている。
元来、自己決定権という西洋由来の個の概念に対してなじみや権利意識もまだ薄く、インフォームド・コンセントの正しい理解も進んでおらず、いまだパターナリズムが色濃く残る「説明と同意」という概念しか法的に定められていない。結果として多くの病院においては「患者に意思確認を行えば医療行為が正当化されるという部分だけに着目し、医療側の免責要件」つまり「手術で思わぬ副作用や合併症がおきる可能性がありますが責任を負う事は出来ません」というような単なる「免責事項同意書」のような扱いにしかなっていない現状がある。

## 各国の法制度
後述するイギリスをはじめ、1992年にはフィンランドで独立した「患者の権利法」が誕生し、1990年代後半からは、北欧、旧東欧諸国をはじめ、ヨーロッパ各国に次々と患者の権利法が成立している。

### イギリス
イギリスでは、患者憲章（患者権利章典）が1991年に政府の公式文書として導入され、以降そのつど改訂されてきた。2013年にはNHS憲章(NHS Constitution)に組み込まれ、置き換えられている。

#### スコットランド
「スコットランド患者権利法（Patient Rights (Scotland) Act 2011）」は、2011年2月24日にスコットランド議会で可決され、2011年3月31日に王立同意書を受け取った。この憲章は2012年10月に発行されている。

### ニュージーランド
ニュージーランドにおける患者の権利は、「Health and Disability Commissioner Act 1994」法により定められている。

### 台湾
「病人自主權利法（患者の自主権利法）」が制定されている。

### アメリカ
米国においては、以前より「患者の自己決定権法」やその他判例において患者の権利を担保する様々な法律が連邦法・州法として存在してきた。2001年以降も、さらなる患者の法的権利をより強化するための法案を可決する試みがなされている。

#### 2001年の法案

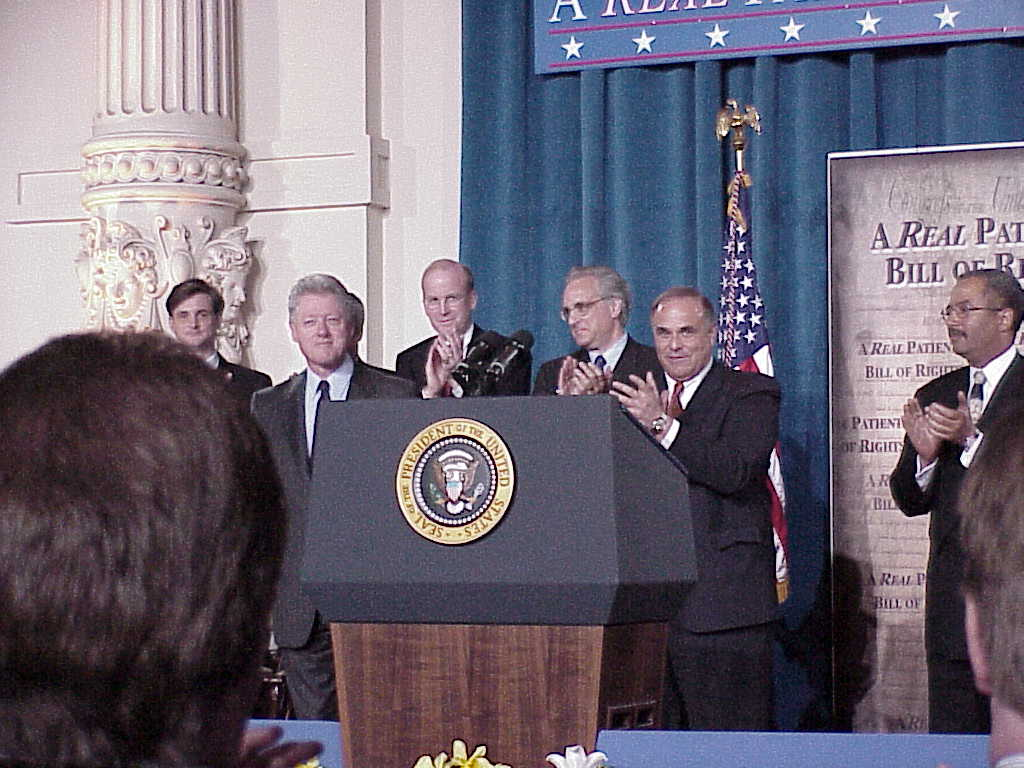
Bill Clinton、Joe Hoeffel、Ron Klink、Ed Rendell、Chaka Fattahと共に、2001年に提案された患者の権利章典の集会。

米国議会は、2001年に患者の権利を保護することを目的とした法案を起案。エドワード・ケネディ上院議員とジョン・マケイン上院議員が後援した「超党派による患者の権利法（Bipartisan Patients' Bill Of Rights Act）」（ S.1052 ）には、医療保険機関が保証なければならないことに関する新しい規則が含まれている。要介護を否定された場合、州や連邦政府の法廷で訴えることが出来る旨も含まれている。
アメリカ合衆国下院とアメリカ合衆国上院はそれぞれ、提案された法律の異なるバージョンを可決した。両法案は患者に緊急治療や医療専門家への迅速なアクセスなどの主要な権利を与えていたが、上院議会で可決された措置だけが患者に権利を行使するための適切な手段を提供するものであった。上院の提案は、患者に広範な権利を授与したものであった。
この法案は2001年に米国上院で59-36票で可決され、その後下院で修正され、再度上院に戻された。しかし、最終的には合意に達せず失敗している。

#### 業界の抵抗
ウェンデル・ポッター社（Wendell Potter）元上級幹部（保険業界の内部告発をしたことで知られる）は、保険業界は利益増大を妨げるいかなる改革にも抵抗し反対するために様々な働きかけを行ったと主張。実際、1998年に患者の権利保護法案を廃止させた過去の成功が知られている。
 「保険会社は患者権利法を可決させないようフロントグループを形成し、Health Benefits Coalitionと呼んだ。米国独立 商工会議所が主導し、米国商工会議所を含む広範な事業提携とされていたが、実際にはHealth Benefits Coalitionが大手保険会社や業界団体からの資金と指導の大部分を占めている。

 結果的に戦術はうまく行き、議会の業界代弁者は、患者の権利保護が法律にならないよう確実なものとした。

#### 患者安全およびその質促進法
関連として、アメリカでは「患者安全およびその質促進法（en:Patient Safety and Quality Improvement Act）」が制定されている。これは、チャールズ・カレン（ヘルスケア・シリアルキラー）の患者連続殺人事件をきっかけとして、患者の安全を図るための法である。
- 病院に対し、不審死についての報告義務と怠った場合の罰則を強化
- 医療従事者による疑わしい行動があった場合の報告義務、報告者の法的保護
- 疑わしい医療従事者の情報を医療機関で共有する体制
- 転職時の紹介状において評価内容を誠実に記入すること、および評価側の法的保護
- 病院に対し、患者ケアに対する苦情と処分内容についての7年間の保存義務、また従業員の情報について当局に報告する義務を科す

などの法整備（患者安全法およびその増進法）が行われている。一方、日本では大口病院連続点滴中毒死事件以後も、特段このような動きは見られていない。

### インド
インドの国家人権委員会は、保健家族福祉省 （MOHFW）の指示の下、2018年に患者の権利憲章を起草した。臨床施設評議会の勧告に従い、MOHFWは2018年8月にパブリックドメインで草案を提出し、コメントや提案を行った。この憲章は、以前はインド憲法、1940年の医薬品化粧品法、2010年の臨床確立法、そしてインド最高裁判所によるさまざまな判決など、患者の権利に関連するさまざまな規定を利用したものとなっている。

#### 認められた患者の権利
患者の権利憲章は、患者が受けるべき17の権利をリストアップしている。
- 情報を知らされる権利：すべての患者は、彼らが苦しんでいる病気は何か、その原因、診断の状態（暫定または確定）、予想される治療費用を知る権利を持っている。さらに、医療提供者は、患者にとって理解しやすいやり方でこれを伝達するべきである。

- 記録と報告の権利：患者は自分の医療記録と調査報告にアクセスする権利がある。医療提供者は、必要に応じてコピー料金を患者が支払った時点でこれらを利用できるようにするべきである。

- 救急医療の権利：公立および私立病院は、患者のサービスに対する支払い能力にかかわらず、救急医療を提供する義務を負っている。

- インフォームド・コンセントへの権利：患者は、潜在的に危険な治療を受ける前に、インフォームド・コンセントを求める権利を有する。医師は治療を受けることによるリスクを明確に説明し、患者から明示的な書面による同意を得た後にのみ治療を施すべきである。

- 機密性、人間の尊厳、およびプライバシーに対する権利：医師は、公衆衛生に対する潜在的な脅威を除いて、患者の状態についての厳格な機密性を守るべきである。女性患者に対する男性医師による身体検査の場合には、後者は、処置の間中女性を同席させる権利を有する。病院はまた、いかなる外部の脅威からも患者情報を保護する義務を負う。

- セカンドオピニオンに対する権利：患者はセカンドオピニオンを求める権利があり、病院は患者がそうするために必要な情報または記録を患者が容易に利用できるようすべきである。

- 料金の透明性を確保する権利、および関連する場合は規定の料金に従ったケア：病院は、請求した料金を目に見える方法で表示し、支払いが必要な場合は明細請求書を受け取るべきである。必須医薬品、機器、およびインプラントは、National Pharmaceutical Pricing Authority （NPPA）によって設定された料金に準拠する必要がある。

- 差別を受けない権利：医療提供者は、性別、カースト、宗教、年齢、性的指向または社会的起源に基づいて治療を拒否することはできない。さらに、HIVの状態を含む患者の健康状態に基づいて治療を拒否することもまた憲章に違反する。

- 基準に従った安全性と質の高いケアの権利：病院は、サービスを提供するために衛生的で衛生的な環境を確保しなければならない。

- 可能であれば代替治療法の選択肢を選択する権利：患者は代替医療を検討し、さらに治療を拒否する権利を有する。

- 医薬品または検査を受けるための情報源を選択する権利：登録された薬局および検査室は、患者が必要とする商品およびサービスを患者に提供する資格があります。

- 不正な商業的影響を受けない、適切な照会および転院の権利： 転院や紹介の場合、患者はそれを正当化する説明を受け、受け入れ先の病院の受け入れを確認する権利がある。

- 臨床試験に参加している患者に対する保護の権利：臨床試験は、保健医療局の総局の下でのすべての標準と規定に従うべきである。

- 生物医学および健康研究に関与する参加者の保護の権利：患者を含む研究は、人間関係者を含む生物医学および健康研究のための国内倫理ガイドラインに従うべきである。

- 患者を退院させる権利、または病院から死亡した人の身体を受け取る権利：患者は退院する権利があり、支払い紛争などの手続き上の理由で不用意に医療サービス提供施設に拘禁されるべきでない。

- 患者教育の権利：自分の状態に関する情報に加えて、患者には保険制度や慈善病院などの公衆衛生サービスについて知らされ、学ぶ権利がある。

- 意見を主張し救済を求める権利：患者は、必要に応じて、医療サービス提供者にフィードバックや意見を述べたり、苦情を申し立てたりする権利を持っている。自らの権利が侵害された場合には、是正される権利も持っている。

この憲章は、Patient_Charter-DMAI_NABHでパブリックドメインとして誰でも利用可能である。

### 関連概念
- パターナリズム（父権主義）
- エイジズム（高齢者差別）
- ドクターハラスメント
- 患者安全運動（Patient safety - 米国医療過誤防止の取り組み）

### 関連権利
- 障害者の権利（英語版）
- 妊娠中の患者の権利（英語版）
- 臨床試験における被験者の権利

### 関連法規
- 障害を理由とする差別の解消の推進に関する法律
- 1980年精神保健システム法 (米国)（英語版）

### 倫理原則
- 医療倫理
- 看護倫理
- 臨床研究倫理
- ニュルンベルク綱領
- ヘルシンキ宣言
- ジュネーブ宣言
- 患者の権利宣言（リスボン宣言）
- 東京宣言
- ベルモント・レポート

### 関連問題
- 日本のハンセン病問題
- 旧優生保護法における強制不妊手術問題
- 非倫理的な人体実験
- 九州大学生体解剖事件
- ナチス・ドイツの強制安楽死政策